# Cassa di Risparmio di Alessandria
La Cassa di Risparmio di Alessandria SpA è stato un istituto di credito attivo fino al 13 febbraio 2012, quando è stato incorporato nella Banca di Legnano che si è successivamente fuso, il 14 settembre 2013, con la Banca Popolare di Milano.
La società, al momento della cessazione dell'attività, era controllata per l'80% da Banca Popolare di Milano e per il restante 20% del capitale era di proprietà della Fondazione cassa di risparmio di Alessandria.
La banca aveva 556 dipendenti, impiegati in 93 dipendenze, presenti in Piemonte e Liguria. Più precisamente, le agenzie erano:
- 64 nella provincia di Alessandria
- 6 nella provincia di Asti
- 6 nella provincia di Savona
- 5 nella provincia di Genova
- 4 nella provincia di Torino
- 3 nella provincia di Cuneo
- 3 nella provincia di Vercelli
- 2 nella provincia di Imperia

La banca negli anni  90 per effetto del D.P.R 43 del 01/03/1988 art 31, ha istituito, al fine di svolgere le funzioni di concessionario alla riscossione delle imposte la società controllata CARALT SPA poi diventata Equitalia Alessandria Spa, Equitalia Nomos e in Fine Equitalia Nord, quest'ultima costituenti Equitalia Servizi di Riscossione SPA, per poi essere sciolta per la neo costituita Agenzia delle entrate-Riscossione.